# 洪瑞襄
洪瑞襄（1968年2月23日—2012年3月23日），本名洪慧貞，出生於臺北市，畢業於實踐設計管理學院三專部家政科。擁有客家人血統，臺灣女演員，隸屬於科里昂演藝經紀工作室。主要活躍於舞台劇、電視劇、歌唱與廣告等領域，以其曾演出多部舞台劇為人所知。她外型姣好甜美、氣質脫俗，且能歌善舞、動靜皆宜、演藝經歷豐富，因此被譽為「音樂劇百變天后」、「音樂劇首席女伶」、「臺版奧黛麗赫本」。
2010年曾以客家電視台《女人家》入圍電視金鐘獎迷你劇集女主角獎。2012年4月1日公視播映的《公視人生劇展－淑女之夜》是台灣首部探討變性人議題的戲劇，也是洪瑞襄的告別作。

## 生平
大學原想就讀音樂科系，但因聯考成績不盡理想，只好選讀實踐設計管理學院三專部家政科。三專畢業後，加入台北愛樂合唱團，1992年至1996年間曾隨台北愛樂巡迴國外演出，平時則以二重唱方式在餐廳駐唱。1995年加入果陀劇場，參與音樂劇演出。
1998年至2001年，加入連芳貝指導的音樂劇坊合唱團。2001年，開始參與電視劇的演出。2006年開始，參與「音樂時代劇場」製作的音樂劇《世紀回眸—宋美齡》、《四月望雨》、《隔壁親家》、《渭水春風》演出，都有突出的表現。尤其演活蔣渭水的如夫人陳甜，更得到包括國家元首和廣大戲迷的讚賞與喜愛。
2012年3月23日晚上11點，警方於新北市林口區，發現她的遺體，死亡時間約兩天前，死因研判是燒炭自殺，享年四十四歲。

## 家庭
洪瑞襄曾有過一段婚姻，前夫為導演王道南，兩人無子。後曾與演員林鴻翔交往。

## 音樂作品

### 電視原聲帶
- 《說給汪洋》（2000年）－電視劇《大醫院小醫師》電視原聲帶  作詞：古皓／作曲：史擷詠

### 單曲
- 《白蘭花》(2003年) 文化總會第一屆「台灣之歌」優選獎  詞/曲: 王明哲

- 《草山的風》 （2005年）－大愛劇場「草山春暉」主題曲 ，與霍正奇合唱  詞/曲: 吳嘉祥

### 合輯
- 《剋傷的身魂》（2008年）－合輯《台灣真情歌2》，與羅文聰合唱

### 專輯
- 《來自春天的歌聲》 （2012年）－個人專輯

### 電視歌仔戲原聲帶
- 《笑紅塵》(2013年) －《天龍傳奇》電視歌仔戲原聲帶

## 演出作品

### 電影
- 2006年《練習曲》飾 基隆人妻(許效舜飾 基隆人)

### 電視劇
大愛劇場
- 2013年《愛在陽光下》 飾 林小正(已拍了5分之4)[7]
- 2012年《長情劇展-人醫群俠傳系列-白袍的約定》飾 劉美麗
- 2012年《長情劇展-真心英雄系列-生命的樂章》飾 盛連金
- 2012年《愛的微光》飾  李洪淑英
- 2012年《長情劇展-迎向驕陽》飾  陳碧娥
- 2011年《長情劇展-愛的隨堂考系列-無悔的愛》飾 劉玉貞
- 2010年《苧麻與漂流木》飾 陳小姐
- 2009年《芳草碧連天》飾 魏杏娟
- 2009年《台九線上的愛》 飾 葉淑娥
- 2006年《愛相隨》飾 佩瑜
- 2005年《草山春暉》飾 溫心華
- 2004年《金海清空》飾 蕭秋娟
- 2003年《新芽》飾 秀英
- 2003年《四重奏》飾 陳滿
- 2003年《錦貴》客串 師姐
- 2002年《聞風而來》飾 秀桂
- 2001年《燕子啊》飾 范秋燕
- 2001年《阿母醒來吧》飾 阿慧
- 2001年《詠》飾 林月珠

華視
- 2007年《莒光園地》【坐困愁城】
- 2007年《莒光園地》【誰洩的密】飾 女特務
- 2006年《天長地久》飾 王鳳英
- 2006年《莒光園地》【遺憾人間】
- 2006年《莒光園地》【卡奴悲歌】
- 2005年《舊情綿綿》飾 張千千
- 2005年《莒光園地》【消失的生命線】 飾 明雪
- 2005年《莒光園地》【生命的樂章】飾 筱筠

台視
- 2007年《星星知我心2007》 飾 林文鳳
- 2005年《海誓山盟》飾 范秀瓊

民視
- 2013年 陳亞蘭歌仔戲《天龍傳奇》飾韓玉嬌 (配唱)
- 2008年 《娘家》飾 張文琳
- 2005年 《浪淘沙》客串 日本女歌手

公共電視
- 2012年 人生劇展《淑女之夜》飾演 杜美琪
- 2011年 人生劇展《美麗旅程》飾演 由菱母
- 2008年 人生劇展《誰來坐大位》飾演 王千繪
- 2007年 人生劇展《信》飾演 張永芳
- 2005年 《偵探物語》 案件11【暫停】飾演 美琪

客家電視
- 2010年《女人家》
- 2009年《女仨的婚事》飾演 欽樺(二女兒)

衛視中文台
- 2006年《天使情人》飾演 亞筠

### 舞台劇、音樂劇
- 1995年8月 果陀劇場《大鼻子情聖-西哈諾》 飾女主角 宋雅[8]
- 1995年11月 果陀劇場《完全幸福手冊》飾 萬姑媽
- 1996年4月 果陀劇場《淡水小鎮》(第三版) 參與演出
- 1996年11月 果陀劇場《開錯門中門》飾 波波
- 1998年11月 果陀劇場《天使不夜城》飾 雪兒
- 1999年5月 果陀劇場《吻我吧娜娜》新世紀沸騰重演版 飾 賈美美
- 1999年8月 果陀劇場《東方搖滾仲夏夜》飾 海蓮
- 2000年4月 國家音樂廳與音樂劇坊合作之《真善美》飾女主角 瑪莉亞
- 2000年11月 大風音樂劇場《睡美人》飾 愛蘿拉公主
- 2001年4月 大風音樂劇場《胡桃鉗》飾 克拉拉
- 2002年8月 大風音樂劇場《威尼斯商人》飾 潔西卡
- 2003年9月 大風音樂劇場《梁祝》 飾 銀心
- 2003年11月 愛樂劇工廠《魔笛狂想》 飾 帕帕基娜
- 2004年9月 國立中正文化中心 《天堂邊緣》分飾三角: 筱靜、守護神菲菲、羅拉
- 2005年6月 外表坊時驗團《恐怖酒吧》 飾 女主角小咪 (Michelle)
- 2005年10月 大風音樂劇場《梁祝》 飾 祝英台
- 2006年12月 音樂時代劇場《世紀回眸-宋美齡》飾 宋美齡
- 2007年6月 音樂時代劇場《四月望雨》(首齣台語音樂劇) 飾 純純
- 2007年9月 唐美雲歌仔戲團《錯魂記》(首度跨界演出) 一人分飾二角: 慧君、雅蓮
- 2007年10月 兩廳院 《福春嫁女》(首部客家歌舞劇) 飾妹妹 劉麗月
- 2008年2月 兩廳院 《福春嫁女》飾女主角 劉麗君
- 2008年10月 唐美雲歌仔戲團 《蝶谷殘夢》飾 李君萍
- 2009年8月 音樂時代劇場《隔壁親家》飾 李迎治
- 2010年4月 尚和歌仔戲劇團《白香蘭》飾 白香蘭
- 2010年6月 蘭庭崑劇團 新古典崑劇《尋找遊園驚夢》<劇場版> 飾 現代女子
- 2010年9月 音樂時代劇場《渭水春風》 飾 陳甜
- 2011年1月 台南人劇團與瘋戲樂工作室聯合鉅獻  《木蘭少女》飾 花木蘭
- 2011年2月 太平盛世劇社 音樂劇《左拉的獨奏會》飾 左拉
- 2011年8月 廣藝劇場《美麗的錯誤》飾 才女 (李泰祥妻)
- 2011年11月 音樂時代劇場《渭水春風》（台中圓滿戶外劇場） 飾 陳甜

## 外部連結
- 洪瑞襄的Facebook專頁
- 洪瑞襄的Facebook專頁
- 日光大道_洪瑞襄 專訪：1 （页面存档备份，存于）、2 （页面存档备份，存于）、3 （页面存档备份，存于）、4 （页面存档备份，存于）
- 洪瑞襄在香港影庫上的簡介